# Ernest Giles

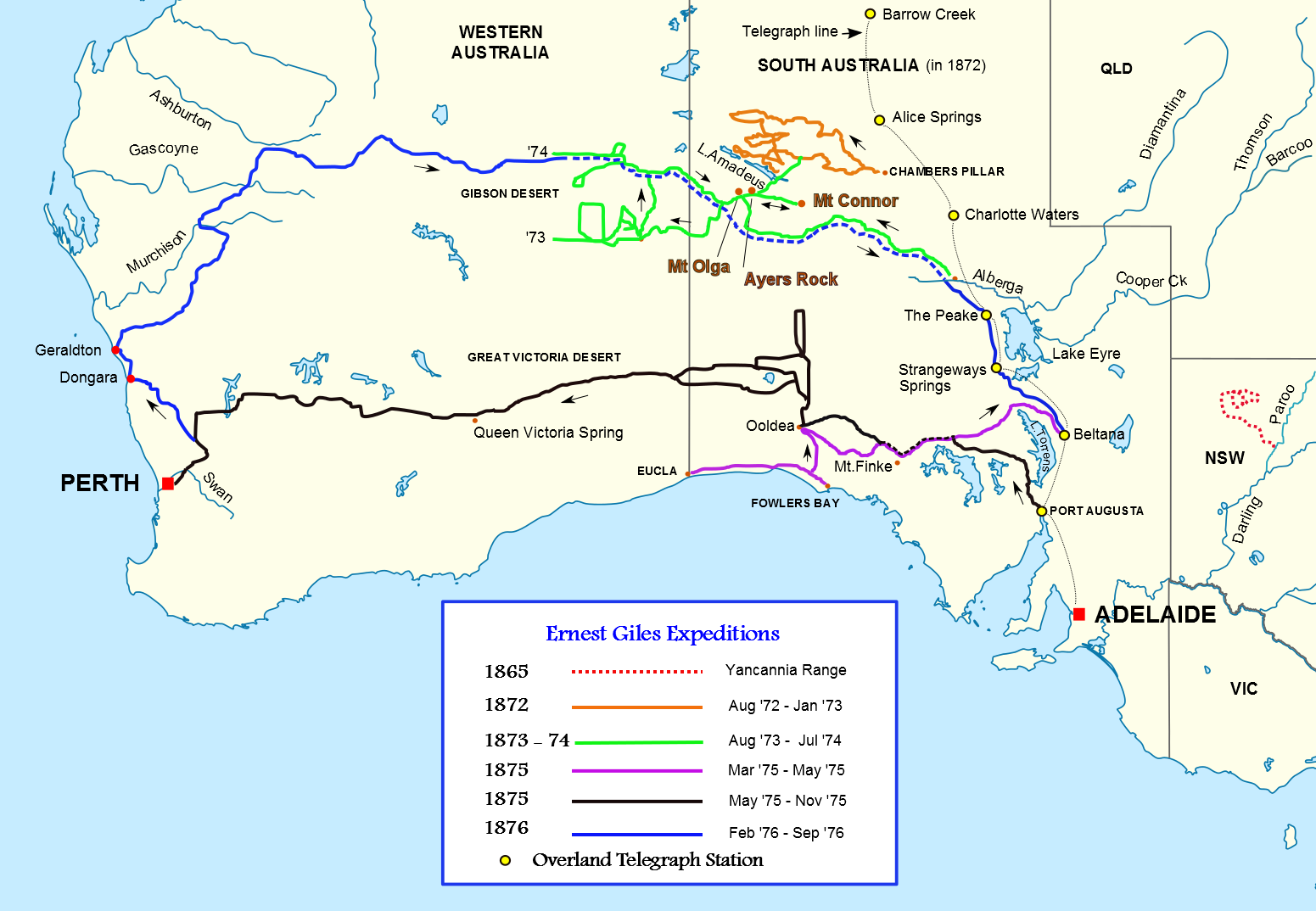
Mapa Gilesových cest

William Ernest Powell Giles (20. července 1835 Bristol – 13. listopadu 1897 Coolgardie) byl anglický cestovatel, který podnikl pět výzkumných výprav do vnitrozemí Austrálie.
Vyrostl v Anglii a v roce 1850 se s rodinou přestěhoval do Austrálie. Živil se jako zlatokop, poštovní úředník a chovatel dobytka. V roce 1872 se vydal hledat nové pastviny do oblasti západně od Chambers Pillar a dorazil k řece Finke River a k Amadeovu jezeru, odkud se pro nedostatek pitné vody musel vrátit. Jeho další cestu financoval botanik a lékař Ferdinand von Mueller. Giles při ní objevil skalní útvar Kata Tjuta a zastavila ho až na 128. poledníku Gibsonova poušť, kterou pojmenoval po zemřelém členu své výpravy. Ernest Giles je také označován za prvního Evropana, který spatřil monolit Uluru, i když podle jiných zdrojů to byl William Gosse.
Na třetí cestě Giles díky podpoře jihoaustralského politika Thomase Eldera prozkoumal oblast severně od Fowlers Bay. Následovala jeho největší expedice, při níž od května do listopadu roku 1875 překonal s karavanou velbloudů vzdálenost mezi Port Augustou a Perthem, na níž prošel jako první Velkou Viktoriinou pouští. V lednu následujícího roku se vydal na zpáteční cestu. Zpočátku postupoval na sever k řece Gascoyne, pak se stočil na východ přes Gibsonovu poušť, hory Purli Yurliya a telegrafní stanici Beltana, odkud šel na jih a v září 1876 dorazil do Adelaide.
Své zápisky z cest vydal knižně pod názvem Australia Twice Traversed: The Romance of Exploration. Za své objevy byl přijat do Royal Geographical Society a získal Řád italské koruny. Závěr života strávil v Coolgardie, kde pracoval na důlním úřadě. Je po něm pojmenována hora Mount Giles v MacDonnellově pohoří a rod slézovitých rostlin Gilesia.